# TCF21
TCF21 (Фактор транскрипции 21) также известный как pod-1, капсулин или эпикардин, представляет собой белок, который у человека кодируется геном TCF21 на 6-й хромосоме (6q23-q24) человека.
TCF21 является членом факторов транскрипции содержащих базовый структурный мотив bHLH, которые влияют на судьбу и дифференцировку клеток, регулируя экспрессию генов. Он играет важную роль в широком спектре биологических процессов, включая органогенез, эпителиально-мезенхимальный переход (ЭМП), клеточный цикл, аутофагию, пролиферацию, дифференцировку, и выживание клеток, а также метастазирование рака. Контролируемая экспрессия и активность TCF21 обеспечивают сбалансированную программу транскрипции, которая гарантирует соответствующий рост и созревание во время эмбриогенеза и развития органов. Нарушение его регуляции тесно связано с множеством заболеваний. Его функция в основном регулируется некодирующими РНК, посттрансляционными модификациями и межбелковыми взаимодействиями.
Появляется все больше доказательств того, что полиморфизм TCF21 может определять генетическую предрасположенность к ишемической болезни сердца При многих типах рака человека ген TCF21 эпигенетически инактивирован.